# Château de la Caunelaye
Le château de La Caunelaye est situé à Plancoët en France.

## Localisation
Le château est situé sur la commune de Plancoët dans le département des Côtes-d'Armor, dans la région Bretagne.

## Description
Le château est composé de cinq travées dont une travée centrale avec un avant-corps pour signaler la porte d'entrée. Le fronton triangulaire de l'avant-corps central abritait les armoiries d'alliance du couple Joseph-Victor du Breil de Pontbriand et d'Agathe du Plessis-Mauron de Grénédan, qui ont été bûchées à la demande de la propriétaire des lieux sous la Révolution pour se conformer à la loi en vigueur. 
L'élévation indique un étage carré et un étage de comble sur surcroît éclairé par des lucarnes pendantes à arc segmentaire et mouluration en "chapeau de gendarme". La façade principale orientée au sud. Le cadastre ancien montre une pièce de terre entourée d'arbres qui offrait une longue perspective devant le château. L'aile ouest et l'aile en retour au nord sont les parties les plus anciennes du château. L'aile Est a été ajoutée au XVIIIe siècle lors de l'agrandissement et la reconstruction de la façade. L'entrée principale se fait par la porte d'entrée centrale et permet d'accéder à l'espace de distribution avec l'escalier monumental. L'entrée dessert un salon et se poursuit vers la salle à manger au rez-de-chaussée de l'aile ouest. Le rez-de-chaussée de l'aile Est se découpe en deux salons. Les deux étages du corps central n'ont pas été visités. L'aile nord est composée de deux pièces au rez-de-chaussée desservies par un couloir à l'est. 
Les pièces du rez-de-chaussée du corps de bâtiment principal ont une grande hauteur sous plafond. L'épaisseur des murs de l'aile ouest et nord indique que les murs de l'ancien manoir ont été conservés. La cheminée d'apparat sur le pignon ouest (salle à manger actuelle) possède un linteau présentant un écu entouré d'une couronne fortement en relief mais indéchiffrable. Les cheminées au rez-de-chaussée de l'aile nord ont été construites à la même époque. Les cheminées de l'étage ont été modifiées au cours du XXe siècle. Les deux fenêtres au rez-de-chaussée de l'aile ouest présentent des traces de trous sans doute causées par des grilles en fer. De plus, un raccommodage en pierre bouche des interstices qui pourraient correspondre à d'anciens croisillons de fenêtre à meneau. Lors des travaux de rénovation des années 1970, une pierre d’évier installée sous la fenêtre la plus à l'ouest a été malencontreusement cassée et non réinstallée. Dans la salle à manger, sur le mur nord est installée une baie fermée par des volets intérieurs en bois et présentant une grille en fer ancienne, sûrement réalisée lors de la construction du manoir. La position en hauteur de cette ouverture et la fonction de celle-ci pose question. Jusqu'au XXe siècle, cette ouverture donnait sur l'extérieur. Une construction a été accolée au nord de l'aile ouest pour y intégrer une cuisine dans la première moitié du 20e siècle par le grand-père du propriétaire. 
L'ancien manoir était bâti sur la base d'un manoir en T inversé avec la salle de réception basse dans l'aile ouest. Le puits dans la cour est l'élément le plus ancien du domaine. Il est composé de pierre dressée surmontée d'une margelle ronde en pierre de taille accrochée par des tirants métalliques. Un puits similaire, daté du XVIe siècle, est visible à la maison de Plouër-sur-Rance ou au château du Brossais à Saint-Gravé. Le pignon Est présente quatre ouvertures de la taille d'une porte avec un linteau en bois bouchées en moellon. Au niveau de l'étage, des fenêtres ont été insérées dans la partie rebouchée. De plus, des pierres d'attentes ou d'arrachements sont visibles dans la maçonnerie du mur nord de l'aile est. La maçonnerie du mur nord semble se poursuivre au-delà du pignon est. Ces indices donnent lieu à deux hypothèses : une aile en retour d'équerre vers le nord était construite à l'est ou le projet d'agrandissement et de reconstruction du château était plus vaste que ce qui a été exécuté. À noter, des pierres d'attentes ont également été disposées sur le pignon ouest dans le chaînage d'angle nord. À l'est, il semble que le projet était bien avancé mais n'a pas été conduit à son terme,.

## Historique
Des actes anciens mentionnent le site sous la forme "Caulnelaye", jusqu'au XIXe siècle. Le nom viendrait de la présence, à une certaine époque, d'aulnes sur le site. Les aulnes poussent en terre humide et indiquent la présence d'eau. Pour cause, sur le cadastre ancien de 1827, on distingue une source qui prend naissance près de la ferme Brard (aussi la propriété de la famille du Breil de Pontbriand) qui nourrissait plusieurs réserves d'eau : viviers, pièces d'eau décoratives dans les jardins du château,... Aujourd'hui, sur les quatre pièces d'eau, seules deux sont toujours visibles. La source alimentant les réserves d'eau se jette dans le ruisseau de Montafilant.
La seigneurie de la Caunelaye, ayant droit de haute justice, se situe en Corseul. En 1841, La Caunelaye passe dans la commune de Plancoët. Les premiers propriétaires connus du domaine : la famille Thomas est une ancienne famille noble importante de Bretagne qui s'illustre dans de nombreuses guerres auprès du duc de Bretagne puis du Roi de France. La liste des feudateurs dans l'évêché de Saint-Malo et Dol en 1480 indique que Bertrand Thomas de la Caulnelaye perçoit 100 livres de revenu. Jean Thomas IIe du nom, succède à son père au commandement de la forteresse de Montafilant, il est chevalier de l'ordre du Roi. 
Pour le dévouement et les sacrifices consentis par la famille Thomas de la Caulnelaye et Jean II, le roi Charles IX érige, par lettres patentes de février 1554, la seigneurie au rang de châtellenie et vicomté. Son fils, Pierre Thomas, seigneur de la Caulnelaye, de la Gaudinaye et du Plessis-Caunaye est aussi chevalier de l'ordre du Roi et surtout gouverneur de la ville et du château de Dinan et de Saint-Lô (Normandie). Georges, l'ainé de Pierre, est gouverneur des villes et château de Fougères et député aux états généraux en 1588. L'un de ces seigneurs est sûrement le bâtisseur de l'ancien manoir. Les armes de la famille Thomas sont : "D'or, à la bande engrêlée d'azur". Les seconds propriétaires du château : les du Breil de Pontbriand La Caunelaye entrent dans la famille du Breil de Pontbriand à la suite de l'achat de Louis-François Mathurin du Breil, vicomte du Pin-Pontbriand des terres et de la seigneurie de la Caunelaye, la Marche et Vaucouleurs (Corseul) en 1718. La famille du Breil et la famille Thomas s'étaient déjà rapprochées lorsque la sœur de Georges, Louise, se marie avec Julien du Breil de Rays. La transformation de l'ancien manoir en château est à mettre au crédit du couple de Joseph-Victor du Breil de Pontbriand et Agathe du Plessis-Mauron du Grénédan. Toussaint Marie du Breil de Pontbriand s'est particulièrement distingué à la Révolution. Fier royaliste, il protège Plancoët des Républicains. La porte d'entrée principale est remaniée au XIXe siècle. Les armes de la famille du Breil de Pontbriand sont : d'azur à un lion d'argent armé, lampassé, et couronné de gueules (la branche des anciens seigneurs de Pontbriand écartèle ces armes de celles de la famille de Pontbriand : d'azur à un pont de trois arches d'argent maçonné de sable).
Le château est inscrit à l'inventaire général du patrimoine culturel .